# Нагльфари
В скандинавской мифологии Нагльфари является отцом Ауда, родившегося от олицетворённой ночи — Нотт. Нагльфари упоминается всего один раз в Младшей Эдде,написанной в XIII веке Снорри Стурлусоном, в части Видение Гюльви. В 10-й главе он описывается, как один из трёх мужей Нотты. Высокий рассказывает, что у этой пары родился сын Ауд. Никакой дополнительной информации о Нагльфари не предоставляется.
Рудольф Зимек предполагает, что Снорри выдумал Нагльфари, но зачем он это сделал неизвестно.